# ГЕС An Khê
ГЕС An Khê — гідроелектростанція у центральній частині В'єтнаму. Знаходячись перед малою ГЕС Tiên Thuận (9,5 МВт), становить верхній ступінь гідровузла, який використовує деривацію ресурсу між річками Ба (впадає у море біля міста Туйхоа) та Kôn (має устя північніше від Туйхоа біля міста Куїнон).
У межах проєкту на Ба (з верхів'я якої вже здійснюється деривація до Kôn через ГЕС Vĩnh Sơn) звели дві греблі. Розташована вище Ka Nak, при якій працює мала ГЕС потужністю 13 МВт, забезпечує накопичення основного ресурсу. Ця кам'яно-накидна споруда із бетонним облицюванням має висоту 68 метрів, довжину 849 метрів, ширину по гребеню 10 метрів та утримує резервуар з об'ємом 313,7 млн м3. Завдяки коливанню рівня поверхні в операційному режимі між позначками 485 та 515 метрів НРМ корисний об'єм водойми становить 285,5 млн м3. Нижче за течією розташована земляна гребля An Khê висотою 24 метри та довжиною 1261 метр. Об'єм її сховища становить лише 15,9 млн м3, в тому числі корисний 5,6 млн м3 (коливання рівня поверхні між позначками 427 та 429 метрів НРМ).
З водосховища An Khê на схід, в бік сточища Kôn, прокладений канал довжиною 4,4 км, за яким прямує тунель завдовжки 3 км. Останній проходить під водорозділом та після запобіжного балансувального резервуара баштового типу переходить у напірний водовід довжиною 0,9 км.
Машинний зал станції An Khê обладнаний двома турбінами загальною потужністю 160 МВт, які при напорі від 356 до 377 метрів забезпечують виробництво 643 млн кВт·год електроенергії на рік.
Відпрацьована вода потрапляє у канал довжиною 6,9 км, який веде до станції нижнього ступеня ГЕС Tiên Thuận. Короткий відвідний тунель останньої скидає ресурс до Kôn.